# Goleniów (stacja kolejowa)
Goleniów – stacja kolejowa w Goleniowie, w województwie zachodniopomorskim, w Polsce.

## Ruch pasażerski
| Rok  | Wymiana pasażerska na dobę |
| ---- | -------------------------- |
| 2017 | 1 200                      |
| 2022 | 2 200                      |

## Ruch
Na stacji Goleniów zatrzymują się regionalne pociągi osobowe relacji Szczecin Główny – Świnoujście, Szczecin Główny – Kamień Pomorski oraz Szczecin Główny – Kołobrzeg/Koszalin. W okresie wakacyjnym siatka połączeń powiększa się o dodatkowe połączenia sezonowe IC.